# Nordisk Film Prisen
Nordisk Film Prisen er en dansk filmpris, der er blevet uddelt årligt af Nordisk Film siden filmselskabets 90 års fødselsdag 6. november 1996. Prisen er på 1000 kr. gange Nordisk Films alder. Prisen går til en person, der har markeret sig inden for dansk film eller tv.

## Prisvindere
Modtagere af Nordisk Film Prisen:
- 1996 – Filminstruktørerne Lars von Trier og Ole Bornedal
- 1997 – Filminstruktør Lotte Svendsen
- 1998 – Producer Birgitte Hald
- 1999 – Filminstruktør Søren Kragh-Jacobsen
- 2000 – Filminstruktør Erik Clausen
- 2001 – Filminstruktør Christopher Boe
- 2002 – Manuskriptforfatter Mogens Rukov
- 2003 – Manuskriptforfatterne Peter Thorsboe og Stig Thorsboe
- 2004 – Filminstruktør Jørgen Leth
- 2005 – Manuskriptforfatter og instruktør Anders Thomas Jensen
- 2006 – Filminstruktør Anders Morgenthaler

I 2006 fik filminstruktøren Nils Malmros desuden Nordisk Films hæderspris på 100.000 kroner i anledning af Nordisk Films 100 års jubilæum.
- 2007 – Filminstruktør Peter Schønau Fog
- 2008 – Filminstruktør Henrik Ruben Genz
- 2009 – Prisen blev ikke uddelt.

Fra 2010 har prisen til formål at belønne nyt talent, som har tilført det danske mediemiljø noget særligt.
- 2010 – Filminstruktørerne og manuskriptforfatterne Michael Noer og Tobias Lindholm.
- 2011 – Manuskriptforfatter Anders Frithiof August
- 2012 – Filminstruktør Omar Shargawi[1]
- 2013 – Filminstruktør Kaspar Munk[2]
- 2014 – Filminstruktør og forfatter Daniel Dencik
- 2015 – Skuespiller Danica Curcic[3]
- 2016 – Filminstruktør May el-Toukhy
- 2017 – Filminstruktør Fenar Ahmad[4]
- 2018 – Filminstruktør Gustav Möller[5]
- 2019 – Filminstruktør Feras Fayyad[6]
- 2020 – Manuskriptforfatter og instruktør Malou Reymann[7]
- 2021 – Filminstruktør Jonas Poher Rasmussen og producer Monica Hellström[8]
- 2022 – Filminstruktør Amalie Næsby Fick[9]
- 2023 – Filminstruktør Lea Glob

## Ekstern henvisning
- Nordisk Film Prisen Arkiveret 12. september 2018 hos  Wayback Machine